# Rochefort-en-Terre
Rochefort-en-Terre (en bretón Roc'h-an-Argoed) es una comuna francesa del departamento de Morbihan en la región de Bretaña.

## Demografía
| 662 | 670 | 599 | 613 | 645 | 693 |
| Para los censos de 1962 a 1999 la población legal corresponde a la población sin duplicidades (Fuente: INSEE [Consultar]) |     |     |     |     |     |

## Historia
Rochefort-en-Terre se dotó en el siglo XII de un castillo construido por los señores de Rochefort sobre un espolón rocoso en el que ya hubo fortificaciones de época romana. El pueblo se desarrolló a partir del castillo, que era el núcleo de un importante señorío que se extendía por una decena de parroquias.
En marzo de 1793 los chuanes tomaron el castillo. Durante el siglo XIX se desarrollan la industria de la pizarra y del cuero. En 1892 la población tomó el nombre de Rochefort-en-Terre. A partir de 1903 Alfred Klots, propietario del castillo, invitó a algunos pintores a la localidad y comenzó a desarrollar el turismo, sector hoy en día clave para Rochefort-en-Terre. 

## Lugares y monumentos
- Diferentes casas del siglo XVI y XVII.
- Colegiata de Notre-Dame-de-la-Tronchaye, con restos que remontan al siglo XII, pero construida esencialmente en el siglo XIV. Constituye un monumento histórico. Adyacente a la misma se encuentra un interesante crucero.
- El castillo se encuentra parcialmente en ruinas, conservándose parte de la entrada, de la muralla, una capilla y la parte residencial construida por Albert Klots.

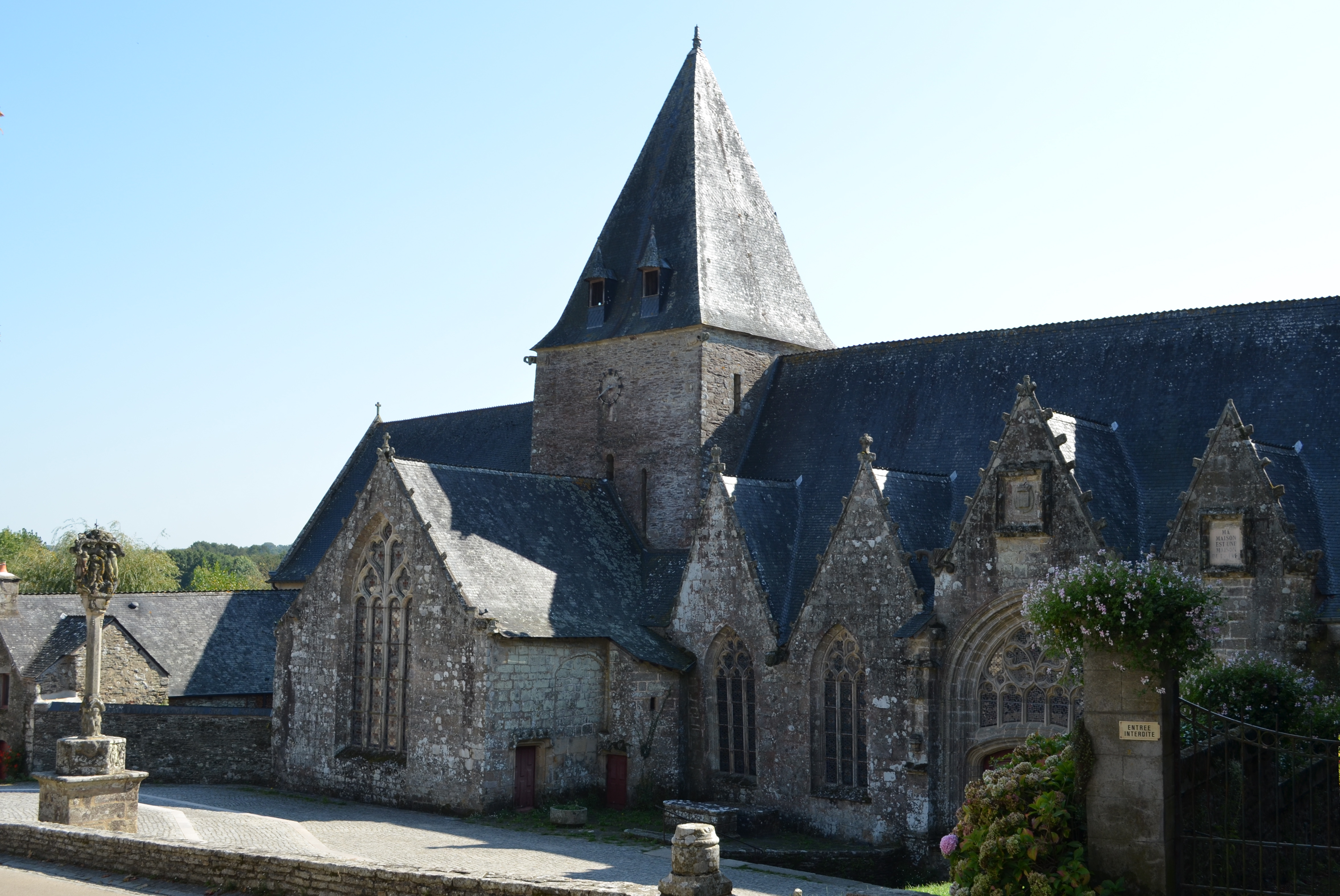
Vista de la iglesia y del calvario
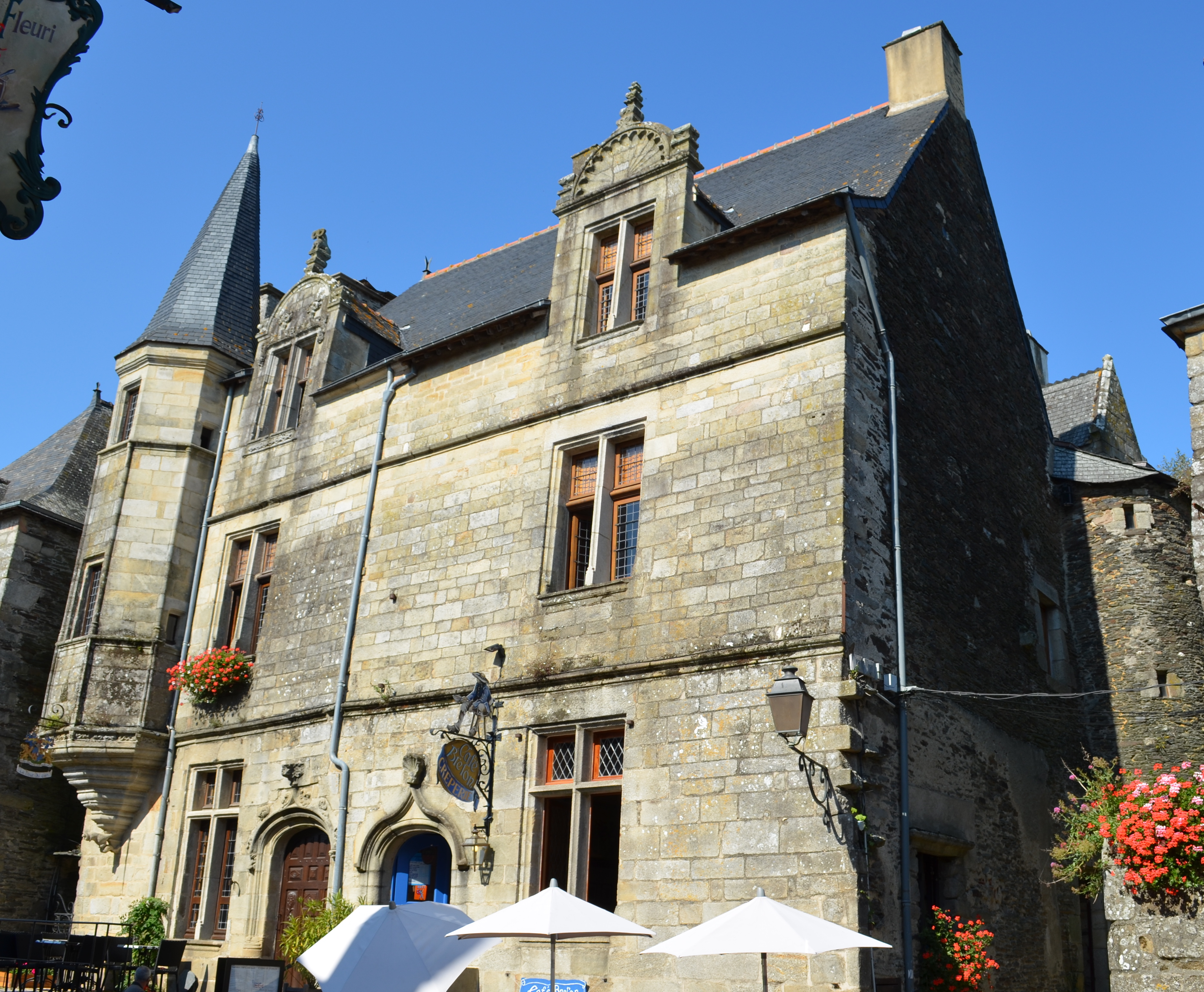
Casa del siglo XVI
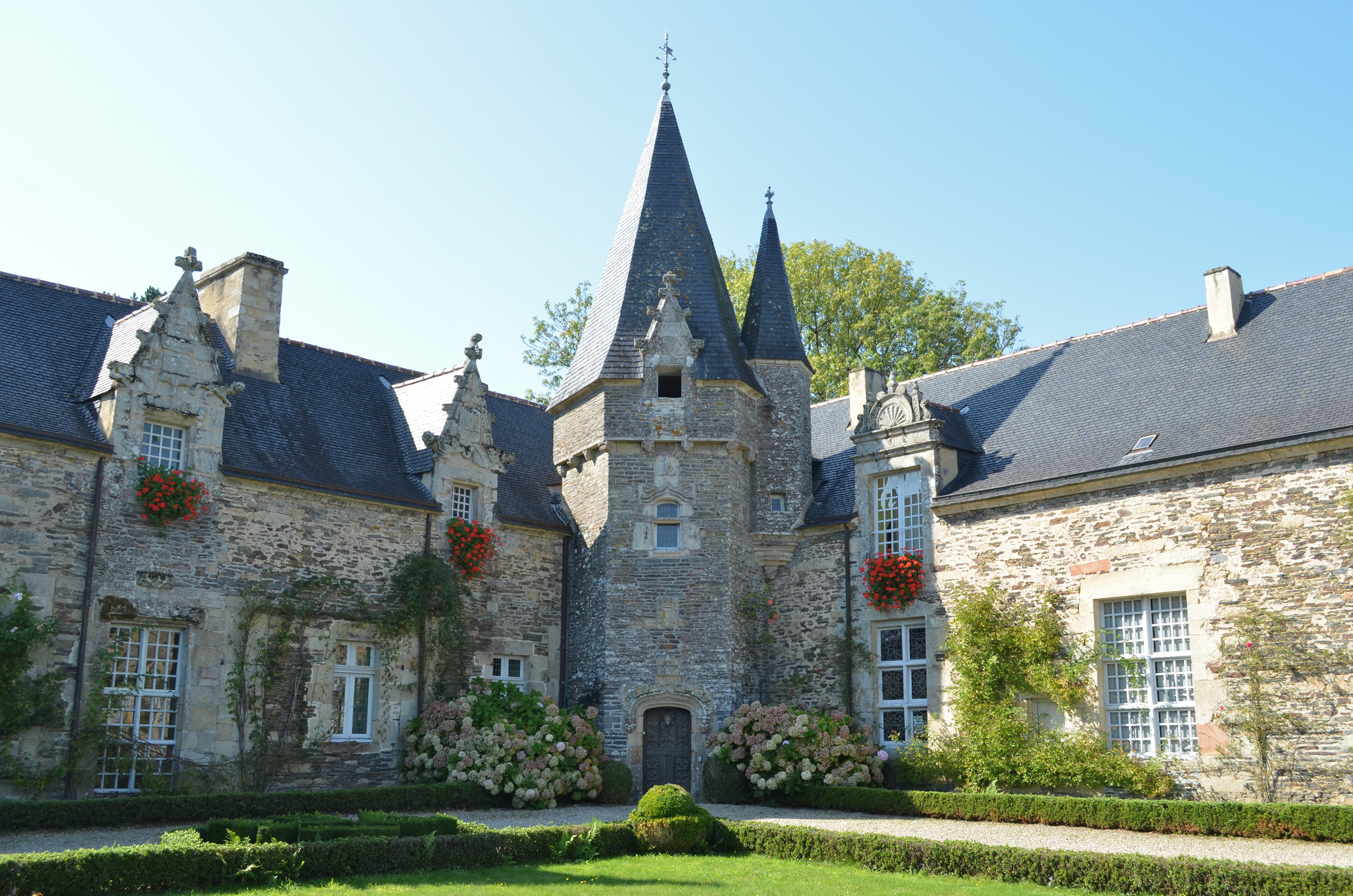
Parte residencial del castillo
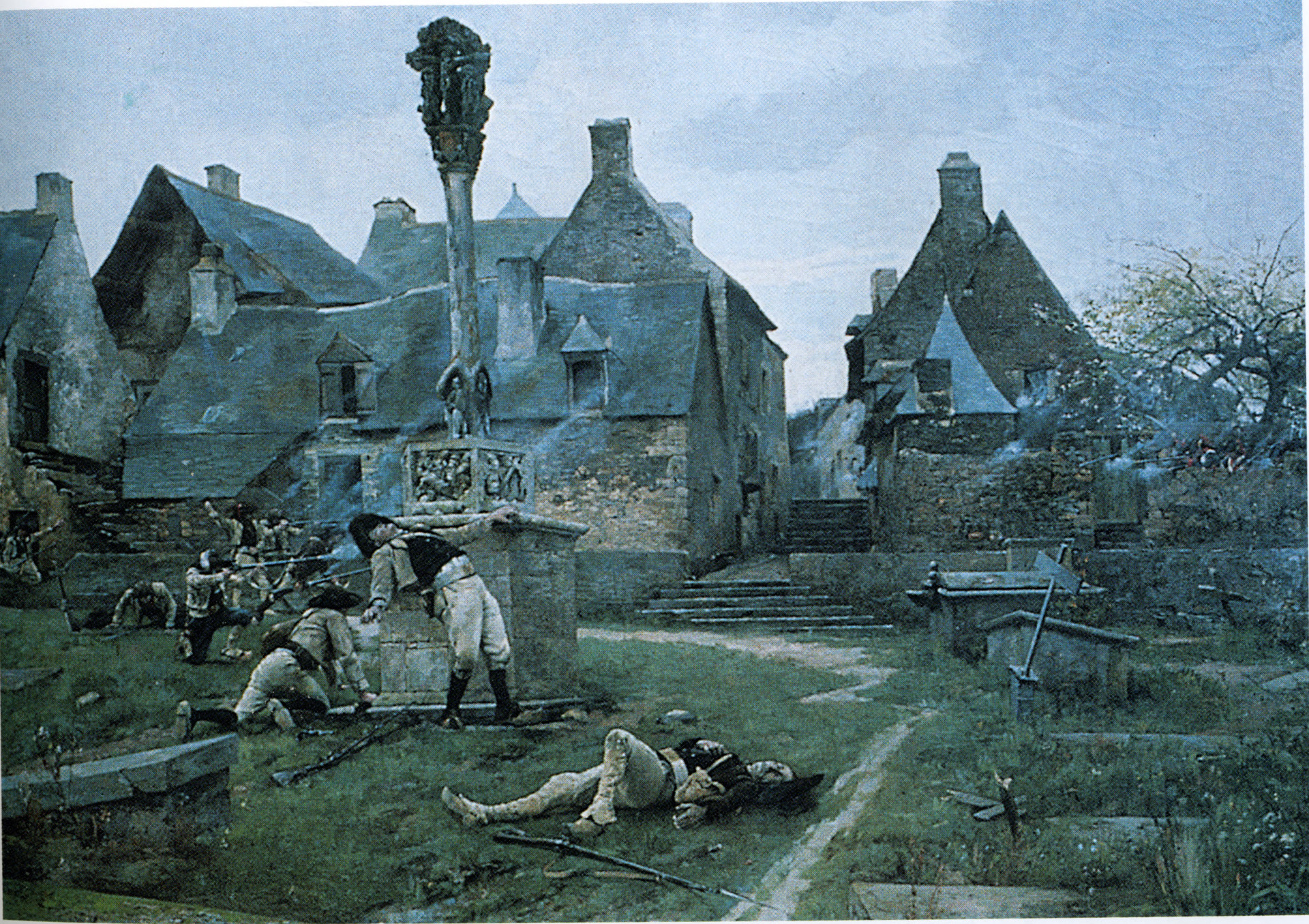
Defensa de Rochefort-en-Terre durante las Guerras de los Chuanes

## Distinciones turísticas

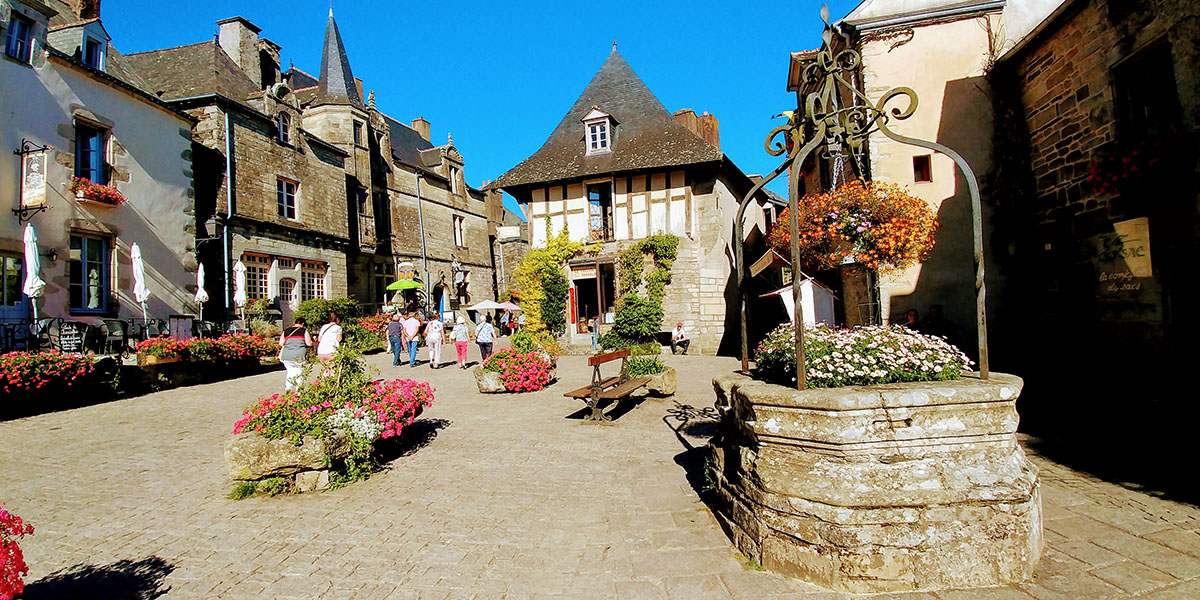
La Villa de Rochefort-en-Terre.

Las calles de esta comuna bretona, ganadora en 2006 de 4 flores en el concurso villes et villages fleuris, albergan numerosas muestras de arquitectura de los siglos XVI y XVII lo que le vale estar incluida en la lista de les plus beaux villages de France y de petites cités de caractère.